# Jakubovany
Jakubovany es un municipio del distrito de Sabinov en la región de Prešov, Eslovaquia, con una población estimada a final del año 2024 de 959 habitantes.
Se encuentra ubicado en el centro-oeste de la región, en el valle del río Torysa (cuenca hidrográfica del río Tisza).

## Demografía
| Año        | 1994 | 2004    | 2014    | 2024    |
| ---------- | ---- | ------- | ------- | ------- |
| Población  | 860  | 928     | 954     | 959     |
| Diferencia |      | +7,90 % | +2,80 % | +0,52 % |

| Año        | 2023 | 2024    |
| ---------- | ---- | ------- |
| Población  | 960  | 959     |
| Diferencia |      | −0,10 % |